# Sydney Manuka
Sydney Manuka – nowozelandzki judoka.
Brązowy medalista mistrzostw Oceanii w 2003. Wicemistrz kraju w 2005 roku.